# Jacques Soguel
Jacques Soguel (* 17. März 1956 in Davos) ist ein ehemaliger Schweizer Eishockeyspieler, der seine gesamte Karriere beim HC Davos verbrachte. Seine Brüder Claude Soguel und Sergio Soguel spielten ebenfalls für den HC Davos in der Schweizer Nationalliga A.

## Karriere
Jacques Soguel spielte von 1974 bis 1991 beim HC Davos, wobei er als Center oder als linker Flügel zum Einsatz kam. Einen persönlichen Höhepunkt erlebte Soguel bereits 1976, als er als erster Schweizer Eishockeyspieler von einem Team der National Hockey League, den St. Louis Blues, gedraftet wurde.
Mit dem HC Davos stieg er 1979 in die Nationalliga A auf. Den Höhepunkt seiner Karriere erlebte er jedoch in den Jahren 1984 und 1985, als er jeweils als Kapitän den Schweizer-Meister-Pokal entgegennahm. Er war jedoch auch dabei, als der HC Davos 1989 in die Nationalliga B und 1990 in die 1. Liga abstieg. 1991 leistete er schliesslich seinen Beitrag zum Wiederaufstieg des HC Davos in die Nationalliga B. Danach trat er vom Leistungssport zurück. Seither ist Soguel, der schon während seiner Sportkarriere berufstätig war, selbständiger Immobilientreuhänder.
In seiner Karriere bestritt Soguel 81 Länderspiele und erzielte dabei 21 Tore. 1986 konnte er dabei den Aufstieg der Schweiz in die WM-A-Gruppe feiern.